# Organización territorial de Guatemala

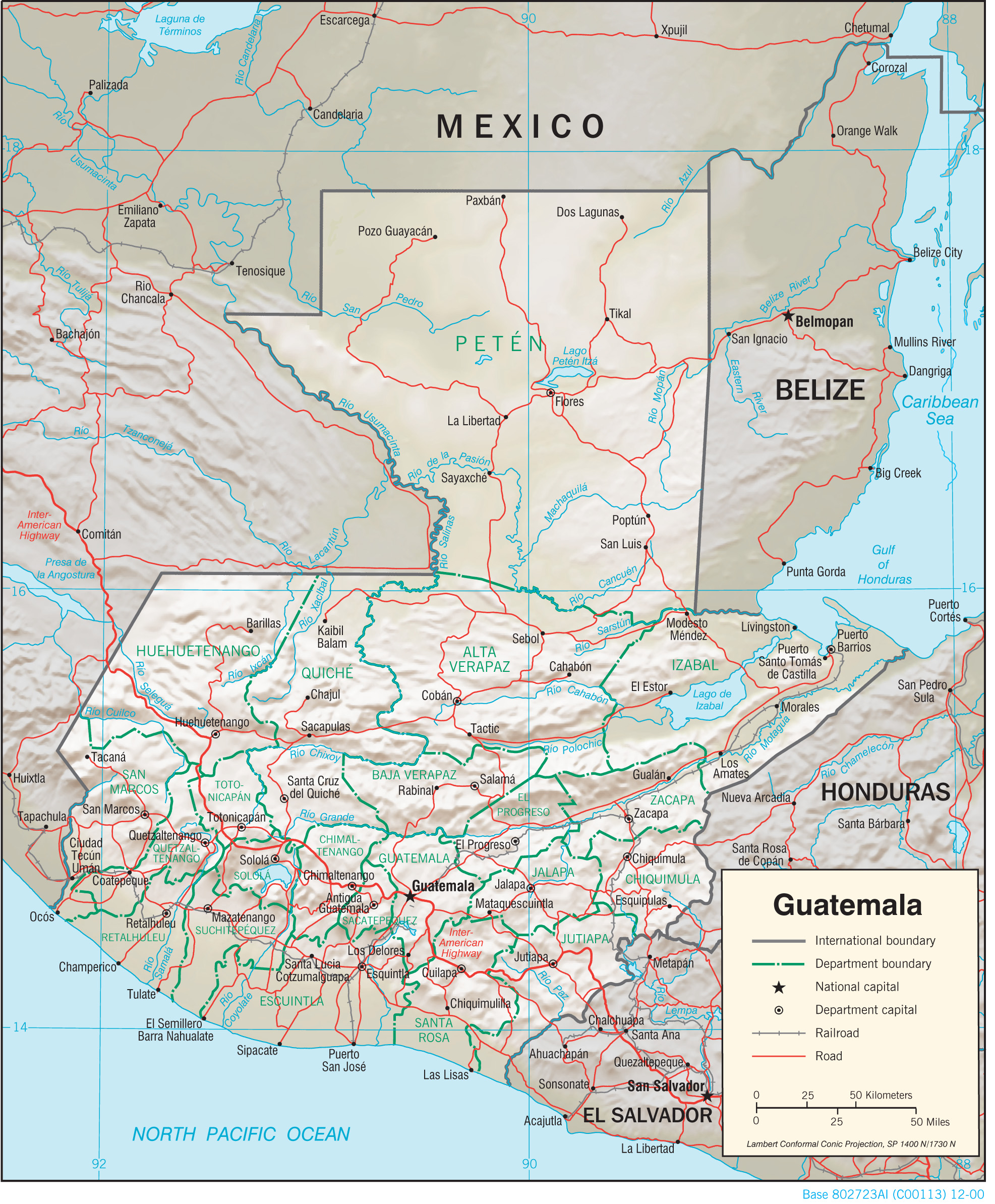
Mapa de Guatemala.

La división territorial de Guatemala está comprendida en 22 departamentos y 340 municipios, los cuales están organizados en 8 regiones administrativas.

## Departamentos
Los departamentos son actualmente la división de primer orden del territorio nacional, sin perjuicio de lo dispuesto en cuanto a la regionalización del país.
Los departamentos son regidos por un gobernador departamental, nombrado por el presidente, en colaboración con un Consejo Departamental de Desarrollo en cuya conformación participan los alcaldes de los municipios que conforman el departamento y representantes de las organizaciones civiles y entidades públicas con asiento en el territorio departamental.
| Departamentos de Guatemala |                       |                  |                  |
| Zacapa Chiquimula Sacatepéquez San Marcos Retalhuléu Huehuetenango Quiché Alta Verapaz Izabal Suchitepéquez Baja Verapaz Chimaltenango El Progreso Petén Jalapa Escuintla Océano Pacífico Jutiapa Honduras El Salvador Mar Caribe Quetzaltenango Belice Totonicapán Sololá Santa Rosa Guatemala México \| Departamento \| Cabecera \| Superficie (km²) \| Población (hab.)[1] \| \| -------------- \| --------------------- \| ---------------- \| ------------------- \| \| Alta Verapaz \| Cobán \| 8 686 \| 1 112 781 \| \| Baja Verapaz \| Salamá \| 3 124 \| 270 521 \| \| Chimaltenango \| Chimaltenango \| 1 979 \| 666 938 \| \| Chiquimula \| Chiquimula \| 2 376 \| 370 891 \| \| El Progreso \| Guastatoya \| 1 922 \| 158 092 \| \| Escuintla \| Escuintla \| 4 384 \| 701 016 \| \| Guatemala \| Ciudad de Guatemala \| 2 126 \| 2 541 581 \| \| Huehuetenango \| Huehuetenango \| 7 400 \| 1 143 887 \| \| Izabal \| Puerto Barrios \| 9 038 \| 413 399 \| \| Jalapa \| Jalapa \| 2 063 \| 318 420 \| \| Jutiapa \| Jutiapa \| 3 216 \| 436 076 \| \| Petén \| Flores \| 35 854 \| 638 296 \| \| Quetzaltenango \| Quetzaltenango \| 1 953 \| 789 358 \| \| Quiché \| Santa Cruz del Quiché \| 8 378 \| 953 027 \| \| Retalhuleu \| Retalhuleu \| 1 856 \| 304 168 \| \| Sacatepéquez \| Antigua Guatemala \| 465 \| 248 019 \| \| San Marcos \| San Marcos \| 3 791 \| 1 019 719 \| \| Santa Rosa \| Cuilapa \| 2 955 \| 346 590 \| \| Sololá \| Sololá \| 1 061 \| 437 145 \| \| Suchitepéquez \| Mazatenango \| 2 510 \| 516 467 \| \| Totonicapán \| Totonicapán \| 1 061 \| 476 369 \| \| Zacapa \| Zacapa \| 2 690 \| 221 646 \| |                       |                  |                  |
| Departamento | Cabecera              | Superficie (km²) | Población (hab.) |
| Alta Verapaz | Cobán                 | 8 686            | 1 112 781        |
| Baja Verapaz | Salamá                | 3 124            | 270 521          |
| Chimaltenango | Chimaltenango         | 1 979            | 666 938          |
| Chiquimula | Chiquimula            | 2 376            | 370 891          |
| El Progreso | Guastatoya            | 1 922            | 158 092          |
| Escuintla | Escuintla             | 4 384            | 701 016          |
| Guatemala | Ciudad de Guatemala   | 2 126            | 2 541 581        |
| Huehuetenango | Huehuetenango         | 7 400            | 1 143 887        |
| Izabal | Puerto Barrios        | 9 038            | 413 399          |
| Jalapa | Jalapa                | 2 063            | 318 420          |
| Jutiapa | Jutiapa               | 3 216            | 436 076          |
| Petén | Flores                | 35 854           | 638 296          |
| Quetzaltenango | Quetzaltenango        | 1 953            | 789 358          |
| Quiché | Santa Cruz del Quiché | 8 378            | 953 027          |
| Retalhuleu | Retalhuleu            | 1 856            | 304 168          |
| Sacatepéquez | Antigua Guatemala     | 465              | 248 019          |
| San Marcos | San Marcos            | 3 791            | 1 019 719        |
| Santa Rosa | Cuilapa               | 2 955            | 346 590          |
| Sololá | Sololá                | 1 061            | 437 145          |
| Suchitepéquez | Mazatenango           | 2 510            | 516 467          |
| Totonicapán | Totonicapán           | 1 061            | 476 369          |
| Zacapa | Zacapa                | 2 690            | 221 646          |

## Regiones

Regiones de Guatemala.

Las regiones de Guatemala son divisiones administrativas creadas a través del Decreto 70-86 del Congreso de la República, Ley Preliminar de Regionalización, con las cuales se busca promover el ordenamiento territorial y el funcionamiento de los Consejos Regionales de Desarrollo Urbano y Rural. Además se establecieron con el propósito de procurar la identificación y solución de problemas comunes en las distintas regiones y así facilitar la implementación de proyectos de desarrollo en las mismas. Guatemala agrupa a los 22 departamentos en 8 regiones.
| Región                    | Departamentos que la conforman                                        | Extensión (km2) | Población | Ciudad Más Poblada     |
| ------------------------- | --------------------------------------------------------------------- | --------------- | --------- | ---------------------- |
| Suroccidente (Región VI)  | Quetzaltenango Retalhuleu San Marcos Sololá Suchitepéquez Totonicapán | 12,232          | 4,398,222 | Quetzaltenango         |
| Metropolitana (Región I)  | Guatemala                                                             | 2,253           | 3,573,179 | Ciudad de Guatemala    |
| Noroccidente (Región VII) | Huehuetenango Quiché                                                  | 15,778          | 2,686,692 | Huehuetenango          |
| Central (Región V)        | Chimaltenango Escuintla Sacatepéquez                                  | 6,828           | 1,991,006 | Escuintla              |
| Verapaz (Región II)       | Alta Verapaz Baja Verapaz                                             | 11,810          | 1,790,153 | Cobán                  |
| Nororiente (Región III)   | Chiquimula El Progreso Izabal Zacapa                                  | 16,026          | 1,410,262 | Puerto Barrios         |
| Suroriente (Región IV)    | Jalapa Jutiapa Santa Rosa                                             | 8,234           | 1,347,255 | Jalapa                 |
| Petén (Región VIII)       | Petén                                                                 | 35,854          | 858,256   | Santa Elena de la Cruz |

### Regionalización según SEGEPLAN
La Secretaría de Planificación y Programación de la Presidencia (SEGEPLAN) utiliza un sistema distinto de regionalización,  el cual es utilizado por el Gobierno de Guatemala para desarrollar políticas públicas de desarrollo. Esta metodología tiene la particularidad de tomar en cuenta aspectos tales como la topografía, la vegetación, los problemas ambientales, la población  y aspectos históricos; por lo cual las regiones no se suelen conformar por departamentos completos sino por municipios de diferentes departamentos, quedando organizadas de la siguiente manera:

#### Regiones
| Región                       | Departamento(s) | Municipios |
| ---------------------------- | --------------- | --- |
| Petén                        | Petén           | Todos los municipios |
| Franja Transversal del Norte | Huehuetenango   | Jacaltenango, Santa Ana Huista, San Antonio Huista, Nentón, San Mateo Ixtatán y Santa Cruz Barillas. |
| Franja Transversal del Norte | Izabal          | Puerto Barrios, Morales, Los Amates, El Estor y Livingston. |
| Franja Transversal del Norte | Alta Verapaz    | Cobán, San Pedro Carchá, Senahú, Lanquín, Cahabón, Chisec, Raxruhá, Chahal y Fray Bartolomé de las Casas. |
| Franja Transversal del Norte | Quiché          | Ixcán, Uspantán y Chajul. |
| Región Oriente               | Zacapa          | Todos los municipios |
| Región Oriente               | El Progreso     | Todos los municipios |
| Región Oriente               | Chiquimula      | Todos los municipios |
| Región Oriente               | Izabal          | Puerto Barrios, Morales y Los Amates. |
| Región Oriente               | Jutiapa         | Agua Blanca, Santa Catarina Mita, Asunción Mita, El Progreso, Jutiapa, Atescatempa, Yupiltepeque, Jerez, Zapotitlán, El Adelanto, Comapa, Quesada, San José Acatempa, Jalpatagua y Conguaco.                                               |
| Región Oriente               | Jalapa          | Todos los municipios |
| Región Oriente               | Santa Rosa      | Santa Rosa de Lima, Nueva Santa Rosa, San Rafael Las Flores, Casillas, Cuilapa, Santa Cruz Naranjo, Barberena, Pueblo Nuevo Viñas, San Juan Tecuaco, Santa María Ixhuatán y Oratorio.                                                      |
| Litoral del Pacífico         | Jutiapa         | Moyuta y Pasaco. |
| Litoral del Pacífico         | Santa Rosa      | Chiquimulilla, Guazacapán y Taxisco. |
| Litoral del Pacífico         | Escuintla       | Iztapa, San José, La Gomera, Nueva Concepción, Tiquisate, Guanagazapa, Escuintla, Masagua, La Democracia, Siquinalá y Santa Lucía Cotzumalguapa.                                                                                           |
| Litoral del Pacífico         | Suchitepéquez   | Cuyotenango, Santo Domingo Suchitepéquez, San Lorenzo, Chicacao, Mazatenango, San Bernardino, San Antonio Suchitepéquez, San Gabriel, San Miguel Panán, Patulul, Santa Bárbara, San Juan Bautista, Río Bravo, San José El Ídolo y Samayac. |
| Litoral del Pacífico         | Retalhuleu      | Todos los municipios |
| Litoral del Pacífico         | San Marcos      | Ocós, Ayutla, Pajapita, Catarina y Malacatán. |
| Litoral del Pacífico         | Quetzaltenango  | Coatepeque, Génova, Colomba y Flores Costa Cuca. |

#### Subregiones
| Subregión          | Departamento(s) | Municipios                               |
| ------------------ | --------------- | ---------------------------------------- |
| Subregión Polochic | Alta Verapaz    | Tucurú, Panzós, Senahú, Tactic y Tamahú. |
| Subregión Polochic | Izabal          | Livingston y El Estor.                   |
| Subregión Polochic | Baja Verapaz    | Purulhá                                  |
| Xalalá             | Quiché          | Ixcán y Uspantán.                        |
| Xalalá             | Alta Verapaz    | Cobán                                    |

## Municipios

Municipios de Guatemala.

Los municipios de Guatemala son regidos por un Consejo Municipal, el cual está integrado por el alcalde, el síndico y los concejales, todos los cuales son de elección popular. El alcalde es además representante del municipio ante el respectivo Consejo Departamental.
Asimismo, existen los Consejos Municipales de Desarrollo, en que participan las instituciones públicas y privadas de la localidad.
A nivel interno, las comunidades vecinales constituyen los Consejos Comunitarios de Desarrollo.

## Lugares poblados
La categoría de los lugares poblados del país lo determina el Instituto Nacional de Estadística (INE), con base en el  Acuerdo Gubernativo  de fecha 7 de abril de 1938, en el cual se establecen los requisitos que un centro poblado debe reunir  para asignarle  categoría.
La categoría de “paraje” se le da a los centros poblados que, por el aumento demográfico de determinadas familias, se han asentado en lugares que antes eran terrenos pertenecientes a un solo dueño y que ahora son habitados por sus descendientes. Regularmente se integran con un promedio de veinte casas,  cuentan con un ayudante como alcalde Comunitario, con una escuela del Programa Población Desarraigada (PRONADE). Toman el nombre del apellido predominante: Los Ramos, Los Pérez, Los Díaz, Los López; o el de algún accidente geográfico, como Torjá, Cumbrita, etc.[cita requerida]